# Сангасте
 Тази статия е за селището в Естония.  За общината вижте Сангасте (община).  
Сангасте (на естонски: Sangaste) е селище в област Валга, център на община Сангасте в югоизточна Естония.
Намира се на 24 km североизточно от град Валга и границата с Латвия. Селището възниква около основания в началото на 16 век замък Сангасте (днес в землището на Лосикюла), който дълго време е собственост на епископите на Тарту. Населението на Сангасте е около 228 души (2010).